# キトゥン・ナティビダッド
キトゥン・ナティビダッド（Kitten Natividad 1948年2月13日-2022年9月24日）は、メキシコのシウダー・フアレス出身の元ポルノ女優である。本名フランセスカ・イサベル・ナティヴィダッド（Francesca Isabel Natividad）。
バスト44インチの巨乳女優であり、ラス・メイヤーの後期の常連であり伴侶で知られる。結婚はしなかったものの、一番うまくいったのが彼女だと言われている。

## 生涯
シウダー・フアレスで9人兄弟の最年長として産まれる。10歳の時に母がアメリカ合衆国市民と結婚してテキサス州エルパソに移住。高校では成績優秀で、生徒会長を務めた。
高校卒業後にカリフォルニア州ロサンゼルスに移住し、メイドやコック、IBMのキーパンチャーなどの職を点々とした後、1969年に生活のためにゴーゴーダンサーになり、同年トップレスダンサーになるためにバハ・カリフォルニア州ティフアナで豊胸手術を受けた。
1970年代半ばに『スーパーヴィクセン』に出演した友人シェリ・ユーバンクの紹介でラス・メイヤーと出会った。芸名『キトゥン』（子猫）は、内気だったためにダンサー時代につけられたものである。
2022年9月24日、突然に死去したと友人であるCody Jarrett監督のTwitterでアナウンスされた。

## 代表作（ラス・メイヤー）
- Up!メガ・ヴィクセン Russ Meyer's Up!(1976)
- ウルトラヴィクセン 大巨乳たち Beneath the Valley of the Ultra-Vixens(1979)

## ラス・メイヤー以外
- ピンク・タイフーン/グラマー大作戦 (1984) <未>
- Dカップ・ミステリー/濡れた巨乳 (1985)
- ユナイテッド・トラッシュ (1995)
- パッショネイト 禁断の欲望 (1999) <未>
- ダブルD・アベンジャー (2001)